# Stephen Taber
Stephen Taber (ur. 7 marca 1821 w Dover, zm. 23 kwietnia 1886 w Nowym Jorku) – amerykański polityk, członek Partii Demokratycznej.

## Działalność polityczna
Od 1860 do 1861 zasiadał w New York State Assembly. W okresie od 4 marca 1865 do 3 marca 1869 przez dwie kadencje był przedstawicielem 1. okręgu wyborczego w stanie Nowy Jork w Izbie Reprezentantów Stanów Zjednoczonych.
Jego ojcem był Thomas Taber II.